# انگلن
انگلن (به هلندی: Engelen) یک منطقهٔ مسکونی در هلند است که در 's-Hertogenbosch واقع شده‌است. انگلن ۵٬۵۱۰ نفر جمعیت دارد.